# مخدان (دیر)
مخدان روستایی از توابع بخش مرکزی شهرستان دیر استان بوشهر در جنوب ایران.

## جمعیت
این روستا در دهستان حومه دیر قرار دارد و بر اساس سرشماری سال ۱۳۸۵ جمعیت آن (۹ خانوار) ۳۷ نفر است.